# 超プラドル
『超プラドル』（ちょうプラドル）は、高橋美佳子の1枚目のオリジナルアルバム。
2000年9月21日にビクターエンタテインメントより発売・販売された（VICL-60610）。

## 概要
- 高橋美佳子にとって初のオリジナルアルバムであり、2008年1月30日にセカンドアルバムの『sweet』がリリースされるまで、高橋美佳子名義でリリースした唯一のアルバムであった。ちなみにシングルは、今作の発売前に2枚、発売以降に1枚リリースしている。
- アルバムタイトルは、当時、高橋美佳子がスローガンにしていた「超プライベート・アイドル」を略したもの。

## 収録内容
1. アハハでいきます 〜笑ウーマン〜 （4分46秒）
2. ワイルドアニマルちゃん 〜よくよく動物ランド〜 （5分52秒）
3. 恋のTreasure Land （4分14秒）
4. VIVA MY OFFICE LOVE' （5分02秒）
5. チープな悩みのレクイエム （5分24秒）
6. パラパラパラレルワールド （4分47秒）
7. 愛のカウントダウン （3分43秒）
8. Surfer in the Server （2分38秒）
9. 冬のダービーレース （4分35秒）
10. すべてがハピネス （4分58秒）

※ 全楽曲、作詞：山口良介、作曲・編曲：松原憲